# Diocesi di Pionia
La diocesi di Pionia (in latino: Dioecesis Pionitana) è una sede soppressa del Patriarcato di Costantinopoli e sede titolare della Chiesa cattolica.

## Storia
Pionia, nei pressi di Avcilar nell'odierna Turchia, è un'antica sede episcopale della provincia romana dell'Ellesponto nella diocesi civile di Asia. Faceva parte del patriarcato di Costantinopoli ed era suffraganea dell'arcidiocesi di Cizico.
Sono solo tre i vescovi documentati di questa antica diocesi. Il primo vescovo è Aezio, che il 21 giugno 431 sottoscrisse una lettera di protesta, assieme ad altri prelati, inviata a Cirillo di Alessandria e a Giovenale di Gerusalemme contro la convocazione unilaterale di un concilio ad Efeso per il giorno seguente. Negli atti del concilio efesino il nome di Aezio non compare mai, se non nella lista delle sottoscrizioni del 22 luglio. Nei mesi successivi al concilio, l'imperatore Teodosio II convocò i due partiti in lotta fra loro, i sostenitori di Cirillo e i suoi avversari, per raggiungere un accordo; tra i firmatari della lettera consegnata agli anticirilliani, compare anche il vescovo Aezio di Pionia.
Vent'anni dopo, Eulalio fu tra i prelati che presero parte alle sessioni del concilio di Calcedonia. Sabbas infine sottoscrisse nel 458 la lettera dei vescovi dell'Ellesponto all'imperatore Leone dopo la morte di Proterio di Alessandria. Non sono più noti vescovi dopo il V secolo, benché la diocesi sia menzionata nelle Notitiae Episcopatuum del patriarcato fino al XII secolo.
Dal 1933 Pionia è annoverata tra le sedi vescovili titolari della Chiesa cattolica; la sede è vacante dal 19 agosto 1965.

## Cronotassi

### Vescovi greci
- Aezio † (menzionato nel 431)
- Eulalio † (menzionato nel 451)
- Sabbas † (menzionato nel 458)

### Vescovi titolari
- Aleksandr Evrejnov † (31 ottobre 1936 - 19 marzo 1947 nominato arcivescovo titolare di Pario)
- Domingos da Silva Gonçalves † (21 giugno 1948 - 1º febbraio 1952 succeduto vescovo di Guarda)
- Abilio del Campo y de la Bárcena † (29 ottobre 1952 - 7 maggio 1953 nominato vescovo di Calahorra e La Calzada)
- José Armando Gutiérrez Granier † (19 gennaio 1954 - 19 agosto 1965 nominato vescovo di Cochabamba)